# Kárász utca (Szeged)
A Kárász utca Szeged belvárosának legismertebb sétálóutcája. A Kárász utca – Klauzál tér városépítészeti együttesének felújítását 2003-ban Europa Nostra-díjjal ismerték el.

## Épületek
- Eisenstadter-ház (Kárász u. 5., Hoffer Károly, 1970.). Romantikus stílusú műemlék jellegű épület. Kapualja és udvara késő klasszicista. Említést érdemel öntöttvas erkélye.
- Várnay-ház (Kárász u. 9., Hoffer Károly, 1970.). Eredetileg nyomdának épült.

## Galéria

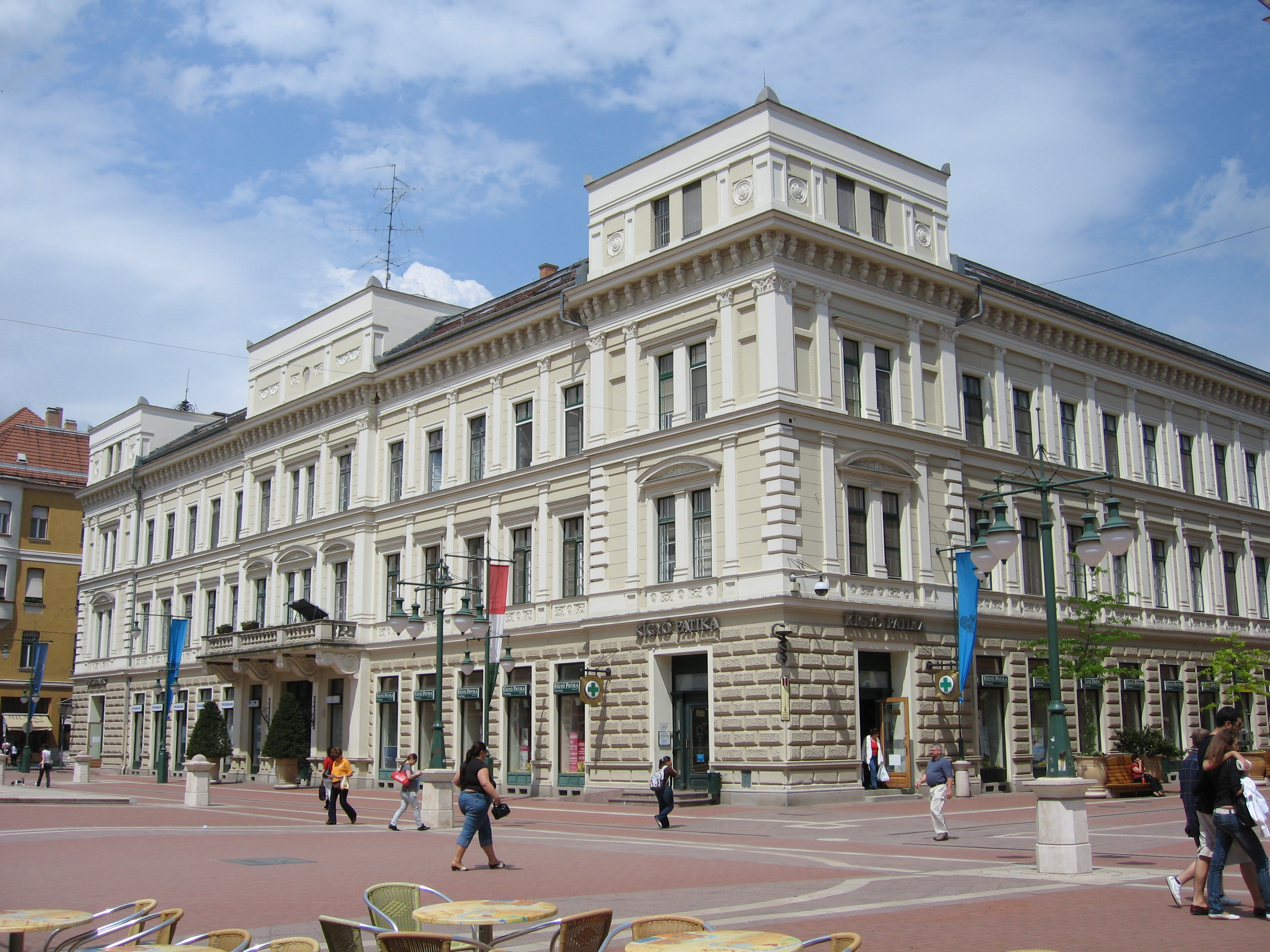
Kis Dávid Palota, a Széchenyi tér felől jövet jobbról a Kárász utca első épülete
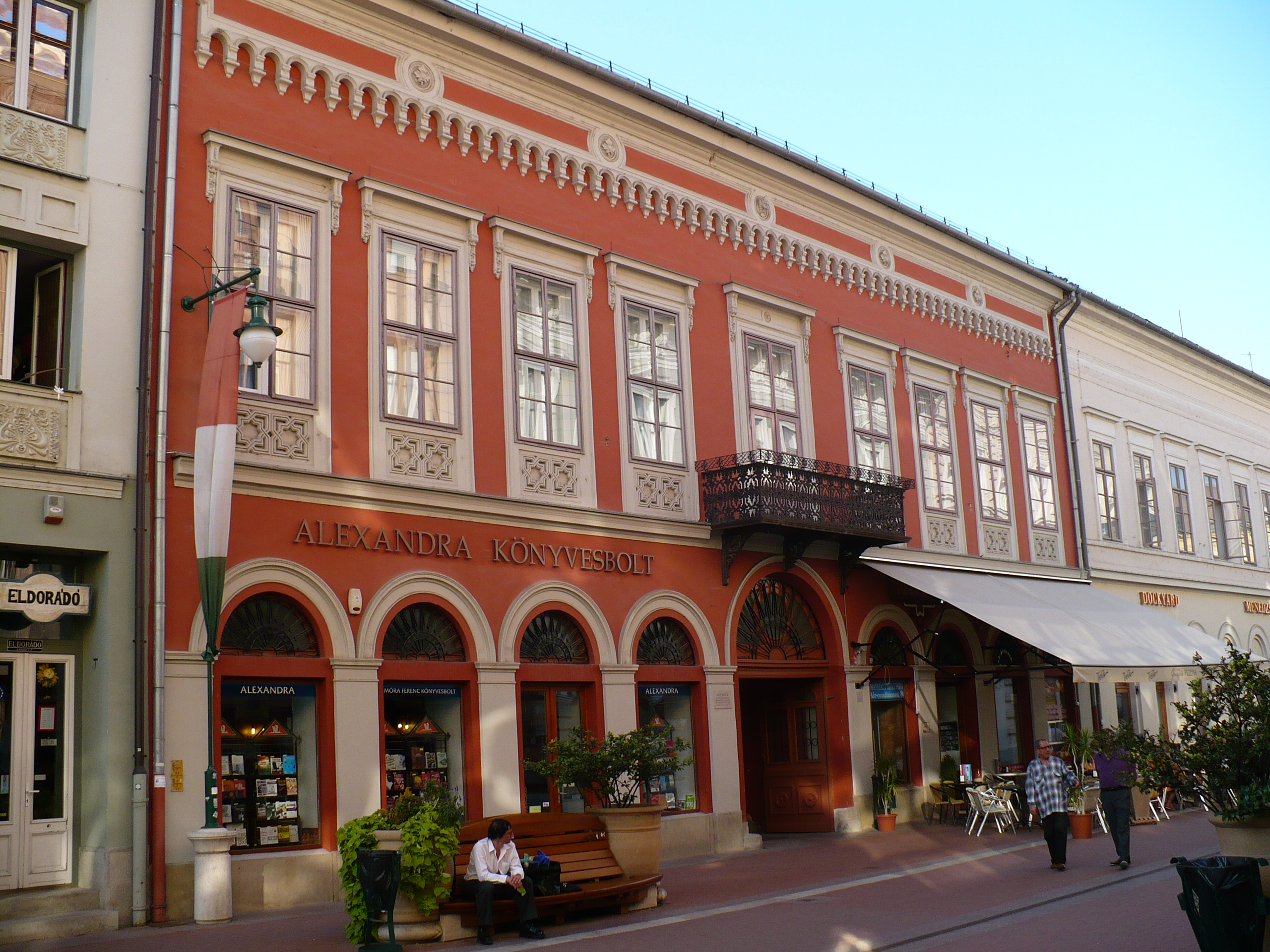
Eisenstadter Ház
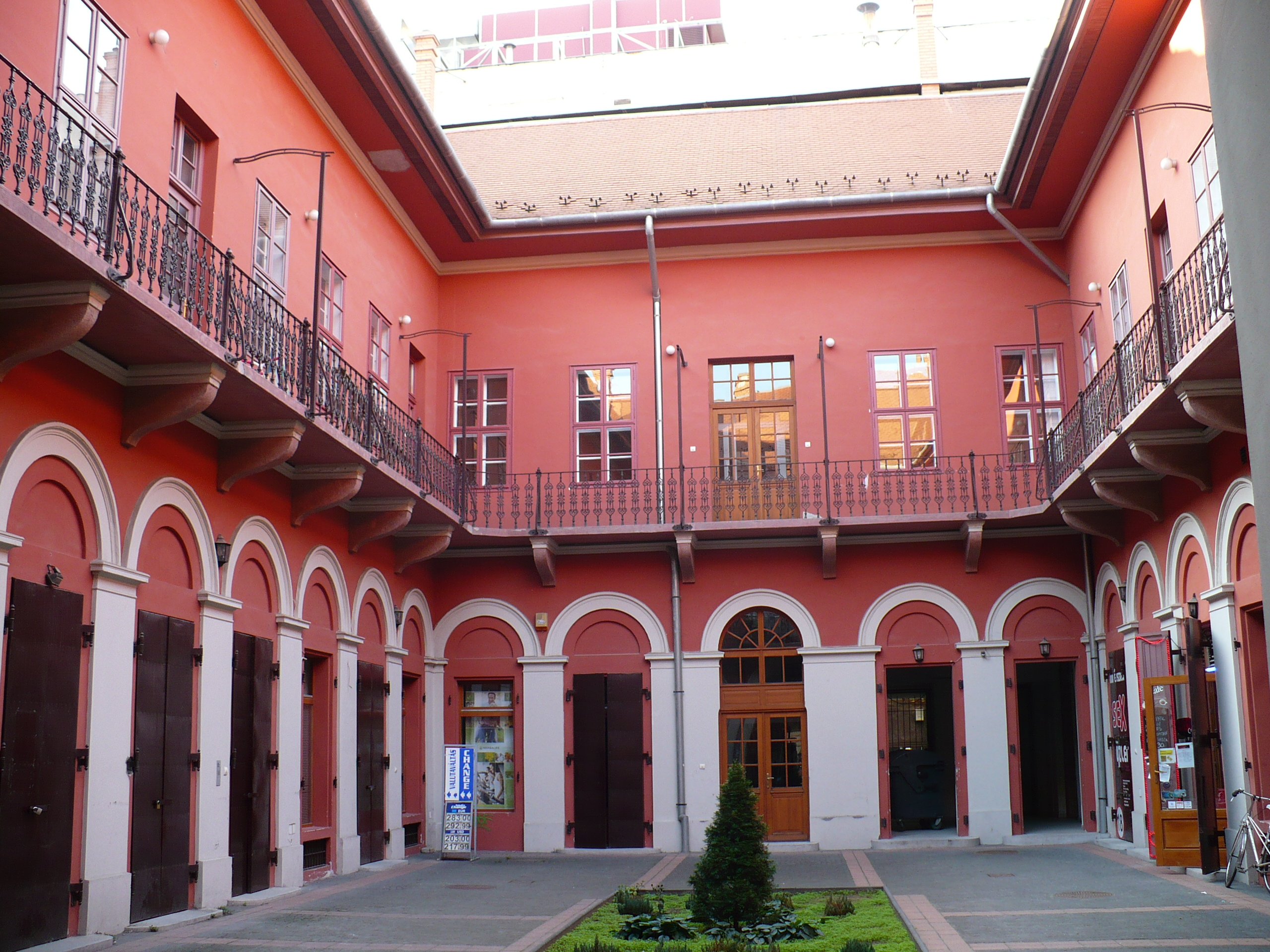
Eisenstadter Ház belső
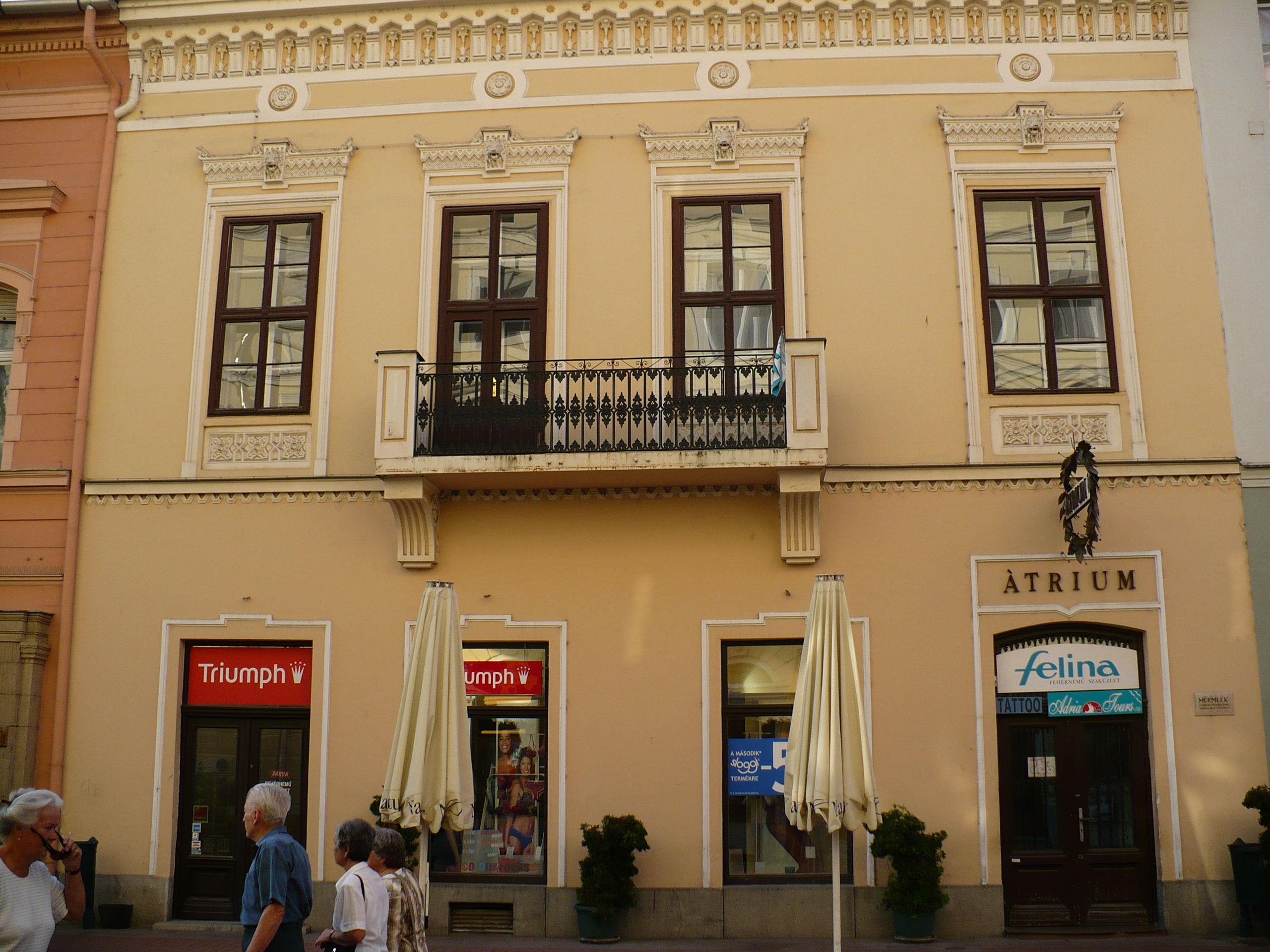
Várnay Ház
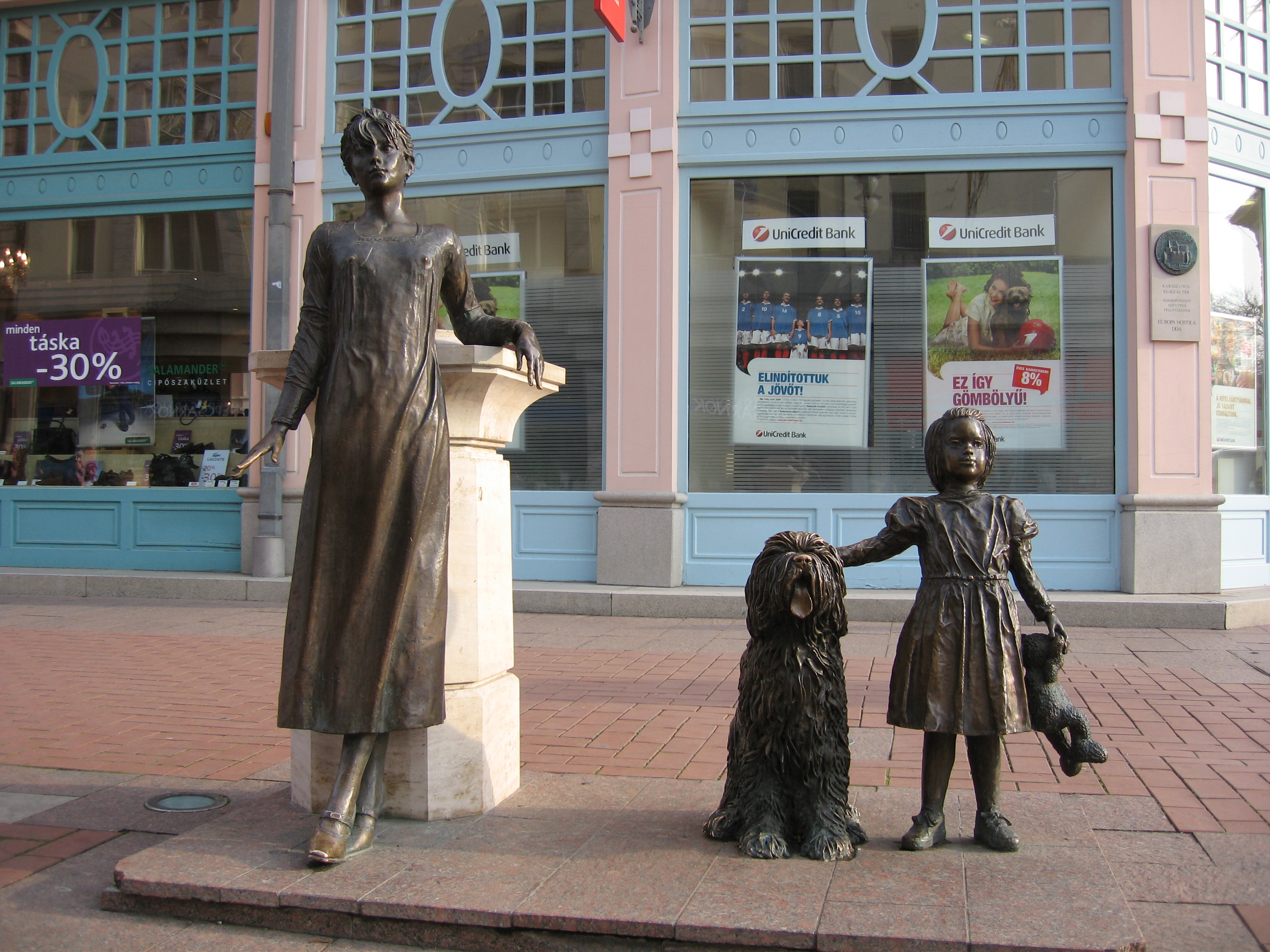
Kárász utca, Köszöntő szobrok a Dugonics tér felől